# Een brief voor het Witte Huis
Een brief voor het Witte Huis is een spionageroman van auteur Gérard de Villiers en het 126e deel uit de S.A.S.-reeks met als protagonist de Oostenrijkse prins en freelance CIA-agent Malko Linge.

## Het verhaal
Lee Brockner accepteert kort na zijn pensionering bij de CIA een ultrageheime opdracht van de CIA in Moskou.
Het “Rode Huis” is het gebouw waarin alle informatie van de Russische SVR, de opvolger van de KGB, samengebracht wordt en onder leiding staat van generaal Poljakov. Ook hij staat op het punt met pensioen te gaan maar weet tevens dat zijn pensionering van korte duur zal zijn: hij is op de hoogte van te veel zeer gevoelige informatie. Hij vermoedt dat de SVR alles in het werk zal stellen om zijn leven te beëindigen.
Poljakov heeft besloten dat hij in de Verenigde Staten van zijn pensioen wil genieten en loopt daarom over.
Lee Brocker krijgt de taak de overloop succesvol te laten verlopen maar wordt door de SVR vermoord tijdens het liefdesspel. Malko vertrekt naar Moskou om de klus alsnog te klaren.

## Personages
- Malko Linge, Oostenrijkse prins en CIA-agent;

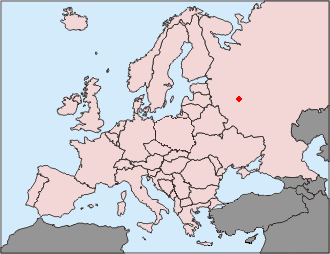
De ligging van Moskou in de Sovjet-Unie en Europa.

- Lee Brockner;
- Generaal Poljakov.